# Битва под Брестом (1794)
Сражение под Брестом (в польской историографии — сражение под Тересполем) — сражение русского отряда с отрядом повстанцев в ходе восстания Костюшко 8 (19) сентября 1794 года около Бреста через два дня после того, как Суворов нанёс поражение восставшим у Крупчиц.

## Предыстория
12 (24) марта в Кракове началось восстание Тадеуша Костюшко. Вскоре оно перекинулось на Вильно. 9 мая власть повстанцев была установлена в Бресте. Для управления Брестским воеводством была создана воеводская «порядковая» комиссия. Во главе комиссии стоял православный игумен Григоровский, в самой комиссии было ещё семь человек православного вероисповедания, что показывало приверженность организаторов комиссии к религиозной толерантности. 15 мая лидер восстания Т. Костюшко в своем обращении поблагодарил брестчан за присоединение к восстанию.
Между тем, на подавление восстания были брошены войска Российской империи. Уже к середине июля 1794 года они взяли под свой контроль часть Брестского воеводства. К началу сентября на главном театре войны появился Суворов во главе 10-тысячного отряда. 4 сентября он взял Кобрин, 6 сентября он разбил отряд мятежников Кароля Сераковского у Крупчиц. Далее российские войска преследовали отступающих повстанцев.

## Битва
После переправы суворовских войск через Буг, корпус Сераковского без боя отошёл на вторую, более укреплённую позицию. Суворов приказал пехоте преследовать повстанцев, а кавалерии охватить их с флангов. После нескольких атак линия была взята. Из корпуса уйти смогли лишь около семисот человек во главе с Сераковским. Потеря целого корпуса вызвала моральный надлом среди участников восстания.